# Opel Movano
Opel Movano er en mellemstor varebil og et joint venture mellem Opel og Renault. Modellen fremstilles i Batilly i Meurthe-et-Moselle, Frankrig på Véhicules Automobiles de Batilly's fabrik. I Storbritannien hedder modellen Vauxhall Movano.

## Movano A (1998−2010)
Den første Movano gik i produktion i juli 1998. Dermed havde Opel, 24 år efter at Blitz-serien udgik af produktion og 12 år efter indstillingen af Opel Bedford Blitz i Tyskland, igen en varebil på programmet.
Modellen var udviklet i samarbejde med Renault og Nissan. Movano A var dermed identisk med anden generation af Renault Master. I starten af 2002 kom med Nissan Interstar en yderliggere aflægger af Opel Movano på markedet.
- Bagfra

### Facelift
I efteråret 2003 blev Movano optisk modificeret med en komplet nydesignet front og let modificeret bagende.
Motorprogrammet blev udvidet med to nye commonrail-dieselmotorer på 2,5 liter/73 kW (99 hk) og 3,0 liter/100 kW (136 hk). 2,5 DTI med 84 kW (114 hk) blev i programmet og hed fremover CDTI. Ud over en femtrins manuel gearkasse kunne Movano nu også leveres med en automatiseret manuel gearkasse kaldet Tec-Shift.
2,5-liters commonrail-dieselmotoren kunne fra efteråret 2006 fås i to forskellige effekttrin, 88 kW (120 hk) og 107 kW (146 hk). 84 kW (114 hk)-versionen udgik, mens 73 kW (99 hk)-versionen fortsatte. 3,0 CDTI med 100 kW (136 hk) blev ligeledes afløst af den effektøgede 2,5 CDTI med 107 kW (146 hk).
- Opel Movano kassevogn
(2003–2010)
- Bagfra
- Opel Movano minibus
(2003–2010)

### Tekniske specifikationer
| Model    | Cylindre | Ventiler | Slagvolume cm³ | Max. effekt kW (hk) / omdr. | Max. drejningsmoment Nm / omdr. | Motorkode | Topfart km/t | Byggeår     |
| -------- | -------- | -------- | -------------- | --------------------------- | ------------------------------- | --------- | ------------ | ----------- |
| 1.9 DTI  | 4        | 8        | 1870           | 59 (80) / 3500              | 170 / 2000                      | F9Q       |              | 2001 − 2003 |
| 1.9 CDTI | 4        | 8        | 1870           | 60 (82) / 3500              | 200 / 2000                      | F9Q       | 131          | 2003 − 2005 |
| 2.2 DTI  | 4        | 16       | 2188           | 66 (90) / 3650              | 260 / 2000                      | G9T       | 137          | 2001 − 2003 |
| 2.5 D    | 4        | 8        | 2499           | 60 (82) / 4000              | 155 / 2200                      | S8U       |              | 1998 − 2001 |
| 2.5 CDTI | 4        | 16       | 2463           | 73 (99) / 3500              | 260 / 1500                      | G9U       |              | 2003 − 2010 |
| 2.5 CDTI | 4        | 16       | 2463           | 84 (114) / 3500             | 290 / 1600                      | G9U       | 143          | 2003 − 2005 |
| 2.5 CDTI | 4        | 16       | 2463           | 107 (145) / 3500            | 310 / 2100                      | G9U       |              | 2005 − 2010 |
| 2.8 DTI  | 4        | 8        | 2799           | 84 (114) / 3600             | 260 / 1800                      | S9W       | 140          | 1998 − 2003 |
| 3.0 CDTI | 4        | 16       | 2953           | 100 (136) / 3600            | 320 / 1800                      | ZD3       | 153          | 2003 − 2005 |

## Movano B (2010−)
Den igen i samarbejde med Renault og Nissan udviklede Movano B kom på markedet i marts 2010. Søstermodellen fra Renault er den tredje generation af Renault Master. Nissan har derimod omdøbt deres version til NV400 for at få det til at passe sammen med den mindre NV200.
Movano B blev ligesom søstermodellen fra Renault kåret til Årets Varebil i Danmark 2011.
Kassevognen findes i fire forskellige længder kombineret med tre forskellige højder, hvor nogle versioner har for- og andre baghjulstræk. 
- Følgende versioner har forhjulstræk: L1H1, L1H2, L2H2, L2H3, L3H2 og L3H3.
- Følgende versioner har baghjulstræk: L3H2, L3H3, L4H2 og L4H3.

Motoren er en 2,3-liters commonrail-turbodieselmotor i tre effekttrin: 74 kW (100 hk), 92 kW (125 hk) og 110 kW (150 hk) (til 3/2013 107 kW (146 hk)). Alle versioner er standardudstyrett med sekstrins manuel gearkasse.
I maj 2012 kom de modificerede 2,3-liters dieselmotorer med 74 kW (100 hk) og 92 kW (125 hk) på markedet. Som følge ændringer på olie- og servopumperne samt i motorstyringen er de nye motorer op til ni procent mere sparsomme end forgængerne. Dermed bruger kassevognen med forhjulstræk nu kun 7,8 liter diesel (205 g/km CO2). Bluetooth-teknik og USB-tilslutning er nu standardudstyr, mens Infotainment-systemet blev modificeret.

### Tekniske specifikationer
| Model    | Cylindre | Ventiler | Slagvolume cm³ | Max. effekt kW (hk) / omdr. | Max. drejningsmoment Nm / omdr. | Topfart km/t | Byggeår     |
| -------- | -------- | -------- | -------------- | --------------------------- | ------------------------------- | ------------ | ----------- |
| 2.3 CDTI | 4        | 16       | 2298           | 74 (100) / 3500             | 285 / 1250 − 2000               | 134          | 2010 −      |
| 2.3 CDTI | 4        | 16       | 2298           | 92 (125) / 3500             | 310 / 1250/1500 − 2500          | 143          | 2010 −      |
| 2.3 CDTI | 4        | 16       | 2298           | 107 (145) / 3500            | 350 / 1500 − 2750               | 140 − 149    | 2010 − 2013 |
| 2.3 CDTI | 4        | 16       | 2298           | 110 (150) / 3500            | 350 / 1500 − 2750               |              | 2013 −      |

- Søstermodellen Renault Master III

### Tilbagekaldelse
I december 2010 blev modellen på grund af problemer med bagakslen og utilstrækkelig styrke af sikkerhedsselerne tilbagekaldt.